# Cociella
Cociella is een geslacht van straalvinnige vissen uit de familie van platkopvissen (Platycephalidae). Het geslacht is voor het eerst wetenschappelijk beschreven in 1940 door Whitley.

## Soorten
De volgende soorten zijn bij het geslacht ingedeeld:
- Cociella crocodilus (Cuvier, 1829)[2]
- Cociella heemstrai Knapp, 1996
- Cociella hutchinsi Knapp, 1996
- Cociella punctata (Cuvier, 1829)[2]
- Cociella somaliensis Knapp, 1996